# Mesembriornis milneedwardsi
Mesembriornis milneedwardsi is de typesoort van het geslacht Mesembriornis uit de familie der schrikvogels (Phorusrhacidae). De soort is bekend van meerdere vindplaatsen in Argentinië uit het Laat-Mioceen en Vroeg-Plioceen. Ze wordt onder andere gekenmerkt door een grotere bouw dan Mesembriornis incertus.

## Taxonomische geschiedenis
De naam werd voor het eerst gepubliceerd door Moreno in 1889. Al snel daarna beschouwden auteurs de naam Mesembriornis als een synoniem voor Phorusrhacos Ameghino, en het geslacht werd alleen nog genoemd in de synoniemie van dat geslacht in overzichtsartikelen, met name omdat het geassocieerde typemateriaal niet erg overtuigend zou zijn. Dat is niet verwonderlijk in een familie waarin vooral kenmerken van de symphysis mandibulae en de tarsometatarsus als onderscheidende kenmerken worden gebruikt: van Mesembriornis was slechts een deel van een halswervel en het proximale deel van zowel een tibiotarsus als een kuitbeen gevonden. Ook Brodkorb noemt het geslacht uitsluitend in de synoniemie van Phorusrhacos. In hun revisie van de familie van 2003 herstellen Alvarenga en Höfling het geslacht echter in ere, nadat de typesoort ook al als Paleociconia australis Moreno 1889 en Hermosiornis rapax J.L. Kraglievich 1946 was benoemd.

## Beschrijving
Mesembriornis milneedwardsi is de grootste van de twee tot nu bekende soorten van het geslacht. De soort was ten minste 20% groter en zwaarder dan het zustertaxon, met een geschat gewicht van 70 kg en een schouderhoogte tussen de 110 en 120 cm. Opgericht zou de totale hoogte (tot bovenkant kop) echter zo'n 170 cm bedragen hebben. De schedel was 44 cm lang en 14,3 cm breed aan de basis.

### Gevonden materiaal
Het holotype (MLP-140-142) bestaat uit het midden van een halswervel en het proximale deel van zowel de tibiotarsus als het kuitbeen. Behalve dit exemplaar is er ook nog MLP-87 (oorspronkelijk als holotype van Paleociconia australis beschreven door Moreno in 1889), bestaande uit het distale deel van de linker tarsometatarsus, waaraan de buitenste trochlea ontbreekt. MLP-170 bestaat uit een distaal fragment van het rechter dijbeen. Tot slot zijn er ook nog twee bijna complete skeletten gevonden: MACN-5944, waarvan in het bijzonder de schedel ontbreekt, en MMP-S155, met schedel en onderkaak en verder nog het (onvolledige) linker opperarmbeen, het spaakbeen en de ellepijp, beide dijbenen en de rechter tarsometatarsus en tibiotarsus.